# Macrohyliota spinicollis
Macrohyliota spinicollis is een keversoort uit de familie spitshalskevers (Silvanidae). De wetenschappelijke naam van de soort werd in 1829 gepubliceerd door Hippolyte Louis Gory.